# On a failli être amies
Pour plus de détails, voir Fiche technique et Distribution.
On a failli être amies est une comédie française réalisée par Anne Le Ny, sortie en 2014.

## Synopsis
Marithé, divorcée, a la charge d'aider à la reconversion dans un centre AFPA. Carole est la femme de Sam, un restaurateur étoilé. Elle cherche sa voie hors de la domination de son talentueux et charmant mari. Leur rencontre, à l'occasion d'un bilan de compétences, va s'avérer plus compliquée que prévu. Marithé va se trouver tiraillée entre aider Carole dans un but inavouable, séduire Sam, ou donner une chance à ce couple de se reconstruire en se sacrifiant. Dans un élan d'honnêteté, Marithé va tout avouer à Carole de ses vraies motivations à lui trouver un stage, un job, une nouvelle vie : l'encourager à divorcer. Pour que chacun, chacune trouve sa place il fallait peut-être juste un peu de temps.

## Fiche technique
- Titre : On a failli être amies
- Réalisation : Anne Le Ny
- Scénario : Anne Le Ny et Axelle Bachman
- Photographie : Jérôme Alméras
- Montage : Guerric Catala
- Musique : Éric Neveux
- Producteurs : Bruno Levy, Étienne Mallet, Nicolas Lesage, David Gauquie, Franck Elbase et Julien Deris
- Société de production : Move Movie, Mars Films, Cinéfrance 1888 et France 2 Cinéma
- Société de distribution : Mars Distribution et SND
- Tournage :  du 28 mai au 20 juillet 2013 à Orléans, dans le Vexin, entre les communes d'Épiais-Rhus et de Livilliers, dans les Yvelines, aux Essarts-le-Roi.
- Pays d'origine :  France
- Langue : français
- Genre : Comédie
- Durée : 91 minutes
- Dates de sortie :
  -  France : 25 juin 2014

## Distribution
- Karin Viard : Marithé
- Emmanuelle Devos : Carole Drissi
- Roschdy Zem : Sam Drissi, le mari de Carole
- Anne Le Ny : Nathalie, la nouvelle femme de Pierre
- Philippe Rebbot : Pierre, l'ex-mari de Marithé
- Annie Mercier : Jackie
- Marion Lécrivain : Dorothée
- Yan Tassin : Théo, le fils de Marithé et Pierre
- Marion Malenfant : Cynthia
- Xavier de Guillebon : Vincent
- Philippe Fretun : Michel
- Xavier Béja : Pascal
- Pierre Diot : le jogger
- Diane Stolojan : une ouvrière
- Adeline Moreau : la serveuse
- Jonathan Cohen : le chef de salle